# Pocomchí-Sprache
Die Pocomchí-Sprache, auch Poqomchi oder Poqomchí ist die Sprache des indigenen Volks der Pocomchí in Guatemala und gehört mit knapp hunderttausend Sprechern zu den größeren Maya-Sprachen.

## Verbreitung
Die Pocomchí-Sprache wird in den Departamentos Alta Verapaz, Baja Verapaz und El Quiché gesprochen. 
Bei der Volkszählung von 2002 gaben 92.941 Personen (0,9 %) Poqomchí als Muttersprache an; 114.423 (1,0 %) bezeichneten sich als Poqomchí.